# FC Eddersheim
Der FC Eddersheim (offiziell: Fussball-Club 1931 Eddersheim e. V.) ist ein Sportverein aus Hattersheim am Main im Main-Taunus-Kreis. Die erste Fußballmannschaft spielt seit 2018 in der fünftklassigen Hessenliga.

## Geschichte
Der Verein wurde am 12. Dezember 1931 in der Gaststätte Zum Taunus gegründet. Nach vielen Jahren auf Kreisebene gelang 1971 erstmals der Aufstieg in die Bezirksliga Wiesbaden. In den folgenden Jahren wurde der FCE zur Fahrstuhlmannschaft zwischen Bezirks- und Kreisliga. Im Jahre 1996 gelang der Aufstieg in die Bezirks-Oberliga Wiesbaden, ehe sechs Jahre später der Sprung in die Landesliga Mitte erreicht wurde. Im Jahre 2007 erreichte die Mannschaft als Vizemeister die Aufstiegsrunde zur Oberliga Hessen, scheiterte dort jedoch an Rot-Weiss Frankfurt. Zwei Jahre später wurde der FCE erneut Vizemeister und scheiterte in der Hessenliga-Relegation am SVA Bad Hersfeld. Erst 2012 gelang im dritten Anlauf der Aufstieg in die höchste hessische Amateurliga, dem der sofortige Wiederabstieg folgte. 2018 kehrte die Mannschaft als Verbandsligameister wieder in die Hessenliga zurück.

## Stadion
Heimspielstätte ist der Sportplatz an der Mönchhofstraße. Im Jahr 2014 beginnt der Bau eines neuen Kunstrasenplatzes, um die Infrastruktur des Vereins weiter zu stärken. Damit verfügt der Verein dann über einen Naturrasen- und einen Kunstrasenplatz.

## Trainer
- Rainer Dörr (2001–2005)
- Christian Kreil (2010–2011)
- Matthias Dworschak (2011–2013)
- Nico de Renaldis (2013)
- Erich Rodler (2013–)

## Spieler
- Marcel Kaffenberger (1999–2003) Jugend